# (21034) 1989 WB3
1989 دابليو بي 3 (ويعرف أيضًا باسم (21034) 1989 دابليو بي 3 وفق تسمية الكوكب الصغير) (بالإنجليزية: 1989 WB3)‏ هو كويكب ضمن حزام الكويكبات؛ وترتيبه 21034 من حيث الاكتشاف.
اكتُشف هذا الجُرم الفلكي بواسطة Yoshiaki Oshima ‏ في 25 نوفمبر 1989.

## وصلات خارجية
- (21034) 1989 WB3 في قاعدة بيانات مختبر الدفع النفاث لأجرام النظام الشمسي الصغيرة

- الاكتشاف · مخطط المدار ·  العناصر المدارية · المعلمات المادية

- (21034) 1989 WB3 على موقع ويكي سكاي: DSS2, SDSS, GALEX, IRAS, Hydrogen α, X-Ray, Astrophoto, Sky Map, Articles and images